# ФК Плимут Аргайл
Футболен клуб Плимут Аргайл (на английски: Plymouth Argyle Football Club) е английски професионален футболен отбор, намиращ се в Плимът, Англия.
Състезават се се във второто ниво на английския професионален футбол, Чемпиъншип.